# Beauty Shop
Beauty Shop és una pel·lícula estatunidenca dirigida per Bille Woodruff el 2005, amb Queen Latifah, Alicia Silverstone, Andie MacDowell, Alfre Woodard, Mena Suvari, Kevin Bacon, Djimon Hounsou.

## Argument
La pel·lícula explica la història d'una perruquera d'Atanta anomenada Gina, que, després d'haver estat acomiadada pel seu egocèntric cap, decideix emprendre el seu propi saló de bellesa. Després d'innombrables problemes com ara la selecció de personal, els locals i diversos assetjaments del seu antic ocupador, Gina se les arregla per mantenir el seu negoci obert, i just quan semblava que tot havia acabat, salvant el cabell d'una famosa discjòquei de la ràdio, va aconseguir fer el seu saló de bellesa encara més important.

## Repartiment
- Queen Latifah: Gina Norris
- Adele Givens: DJ Helen
- Alfre Woodard: Ms. Josephine
- Alicia Silverstone: Lynn
- Andie MacDowell: Terri
- Bryce Wilson: James
- Crystal Garrett: Mujer
- Della Reese: Mrs. Towner
- Djimon Hounsou: Joe
- Golden Brooks: Chanell
- Jim Holmes: Inspector Crawford
- Joyful Drake: Mercedes
- Keshia Knight Pulliam: Darnelle
- Kevin Bacon: Jorge
- Laura Hayes: Paulette
- Lil' JJ: Willie
- Mena Suvari: Joanne Marcus
- Octavia Spencer: Big Customer
- Paige Hurd: Vanessa Norris, filla de Gina.
- Reagan Gomez-Preston: Dona
- Sherri Shepherd: Ida
- Sheryl Underwood: Catfish Rita
- Tawny Dahl: Porsche
- Cindy Brunson: Reporter